# 249 a.C.

## Eventos
- Públio Cláudio Pulcro e Lúcio Júnio Pulo, cônsules romanos.
- Décimo-sexto ano da Primeira guerra púnica - Cartago vence a batalha de Drépano e põe fim ao cerco de Lilibeu. No mesmo ano Amílcar Barca consegue importantes vitórias na Sicília. .
- O cônsul Públio Cláudio Pulcro, responsável pela derrota em Drépano, nomeia um empregado, Marco Cláudio Glícia, como ditador romano, o que foi imediatamente cancelado pelo Senado. Aulo Atílio Calatino é nomeado em seguida e escolhe Lúcio Cecílio Metelo como seu mestre da cavalaria.
- Fim da dinastia Chou, na China.